# Gabriela Debues-Stafford
Gabriela Debues-Stafford (née le 13 septembre 1995 à London (Ontario)) est une athlète canadienne, spécialiste des courses de demi-fond.

## Biographie
Elle remporte la médaille d'argent du 1 500 mètres lors de l'Universiade d'été de 2015 et s'impose sur cette distance lors des championnats du Canada 2016, 2017 et 2018.
En 2018, elle décroche la médaille de bronze des championnats NACAC, à Toronto.

## Vie privée
Elle est ouvertement bisexuelle.

## Palmarès
| Date | Compétition                                                          | Lieu     | Place | Course  | Temps         |
| ---- | -------------------------------------------------------------------- | -------- | ----- | ------- | ------------- |
| 2013 | Championnats panaméricains juniors                                   | Medellín | 8e    | 1 500 m | 4 min 53 s 35 |
| 2014 | Championnats du monde juniors                                        | Eugene   | 9e    | 3 000 m | 9 min 14 s 97 |
| 2015 | Universiade                                                          | Gwangju  | 2e    | 1 500 m | 4 min 19 s 27 |
| 2018 | Championnats d'Amérique du Nord, d'Amérique centrale et des Caraïbes | Toronto  | 3e    | 1 500 m | 4 min 07 s 36 |
| 2019 | Championnats du monde                                                | Doha     | 6e    | 1 500 m | 3 min 56 s 12 |
| 2021 | Jeux olympiques                                                      | Tokyo    | 5e    | 1 500 m | 3 min 58 s 93 |

## Records
| Épreuve | Temps               | Lieu      | Date             |
| ------- | ------------------- | --------- | ---------------- |
| 1 500 m | 3 min 56 s 12 (NR)  | Doha      | 5 octobre 2019   |
| 1 mile  | 4 min 17 s 87 (NR)  | Monaco    | 12 juillet 2019  |
| 3000 m  | 8 min 45 s 67       | Londres   | 21 juillet 2018  |
| 5000 m  | 14 min 44 s 12 (NR) | Bruxelles | 6 septembre 2019 |